# Додаткова заробітна плата
Додатко́ва заробі́тна пла́та — винагорода за працю понад установлені норми, за трудові успіхи та винахідливість і за особливі умови праці. Вона включає доплати, надбавки, гарантійні та компенсаційні виплати, передбачені чинним законодавством; премії, пов'язані з виконанням виробничих завдань і функцій.